# Loài mèo tập hợp (anime)
Loài mèo tập hợp (猫の集会 Neko no Shūkai) là một phim ngắn năm 2007 của Shinkai Makoto thực hiện cho chương trình Ani*Kuri 15 của đài NHK.

## Cốt truyện
Chobi là một chú mèo được nuôi trong một gia đình 4 người. Tức giận sự thờ ơ của con người, Chobi cùng những con mèo khác tập hợp ban đêm để bày kế trả thù họ.

## Lồng tiếng
- Terasaki Yuka vai Chobi, Cô con gái
- Nakagawa Akira vai Mẹ
- Maeda Takeshi vai Bố
- Okohira Shizuka vai Bà